# Ariel Mosór
Ariel Mosór (* 19. Februar 2003 in Katowice) ist ein polnischer Fußballspieler, der als Innenverteidiger spielt.

## Karriere

### Verein
Mosór begann seine Karriere in den Jugendbereichen von Unia Warszawa und Legia Warschau, wo er verschiedene Jugendmannschaften durchlief. Als 16-Jähriger debütierte er in der U19 von Legia unter Trainer Marek Saganowski. Ab dem Herbst 2019 kam er auch in der zweiten Mannschaft des Vereins in der viertklassigen 3. Liga zum Einsatz.
Am 15. Juli 2020 debütierte er im Alter von 17 Jahren und 4 Monaten in der Profimannschaft von Legia Warschau in der höchsten polnischen Liga beim Spiel gegen Lechia Gdańsk am vorletzten Spieltag der Saison. Am letzten Spieltag kam er unter Trainer Aleksandar Vukovic gegen Pogoń Stettin zu einem weiteren Einsatz und konnte somit mit der Mannschaft die polnische Meisterschaft feiern. Dies blieben in der Folge seine einzigen beiden Erstliga-Einsätze für Legia, in der anschließenden Saison 2020/21 spielte er ausschließlich in der zweiten Mannschaft.
Im Sommer 2021 schloss sich Mosór daraufhin dem Erstligisten Piast Gliwice an, bei dem er sich in der Folge als Stammspieler in der Innenverteidigung durchsetzen konnte. Nach drei vollen Spielzeiten im Verein bestritt er zu Beginn der Saison 2024/25 noch die ersten fünf Ligaspiele mit Gliwice, ehe er im August 2024 innerhalb der Ekstraklasa zu Raków Częstochowa wechselte.

### Nationalmannschaft
Mosór durchlief ab 2017 die polnischen Jugend-Auswahlen, beginnend mit der U15-Nationalmannschaft. Sein Debüt dort erfolgte am 14. November 2017. Hier erzielte er sogar ein Tor gegen Irland U15 und verhalf zum 2:0-Sieg. In der U16-Nationalmannschaft setzte er seine Entwicklung fort. Unter Trainer Marcin Dorna debütierte er am 18. September 2018 gegen Tschechiens U16, welches man mit 0:2 verlor. In der U17-Nationalmannschaft debütierte er am 6. September 2019 unter der Führung von Trainer Marcin Dorna gegen Georgiens U17, das Spiel gewann man mit 2:1. Ariel Mosór bestritt bis 2020 mit ihr neun Spiele, wovon er 8-mal der Kapitän der Mannschaft war, und erzielte dabei drei Tore. Anschließend bestritt er sechs weitere Spiele in der U19-Nationalmannschaft.
Seit 2022 ist er Teil der U21-Nationalmannschaft. Mit dieser konnte er sich erstmals erfolgreich für die Hauptrunde eines Turniers qualifizieren und nahm so 2025 an der U21-Europameisterschaft teil. Während des Turniers bestritt er alle drei Gruppenspiele, ehe die Mannschaft nach der Vorrunde ausschied.

## Erfolge
Legia Warschau
- Polnischer Meister: 2019/20, 2020/21

Auszeichnungen
- Ekstraklasa Nachwuchsspieler der Saison: 2022/23[8]
- Ekstraklasa Nachwuchsspieler des Monats: März 2022,[9] April 2023[10]

## Privatleben
Ariel Mosor ist der Sohn von Piotr Mosór, der ebenfalls ein Fußballprofi in Polen war und unter anderem für Legia Warschau und Widzew Łódź über 160 Einsätze in der Ekstraklasa absolvierte.